# Bathynomus affinis
Bathynomus affinis är en kräftdjursart som beskrevs av Richardson 1910. Bathynomus affinis ingår i släktet Bathynomus och familjen Cirolanidae. Inga underarter finns listade i Catalogue of Life.